# Желтау
Желта́у (каз. Желтау) — село у складі Зерендинського району Акмолинської області Казахстану. Входить до складу сільського округу імені Канай-бі.
Населення — 44 особи (2021; 75 у 2009, 138 у 1999, 217 у 1989).
Національний склад станом на 1989 рік:
- казахи — 60 %;
- татари — 29 %.

До 2010 року село називалось Октябр, ще раніше мав сучасну назву.